# جاك ماكمانوس (مغن مؤلف)
جاك ماكمانوس (بالإنجليزية: Jack McManus)‏ هو مغن مؤلف بريطاني، ولد في 4 أغسطس 1984 في West Wickham ‏ في المملكة المتحدة.

## وصلات خارجية
- الموقع الرسمي
- جاك ماكمانوس على موقع ميوزك برينز (الإنجليزية)
- جاك ماكمانوس على موقع أول ميوزيك (الإنجليزية)
- جاك ماكمانوس على موقع ديسكوغز (الإنجليزية)